# Klaus Willbrand
Klaus Jochen Willbrand (* 5. August 1941 in Essen; † 29. Januar 2025 in Köln) war ein deutscher Antiquar.

## Werdegang

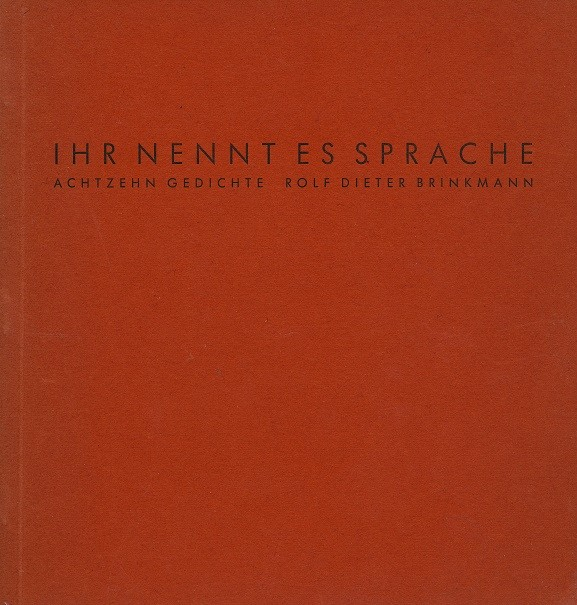
1962 von Willbrand verlegt, aber nicht ausgeliefert

Klaus Willbrand wuchs in Leverkusen auf. Nach dem Abitur absolvierte er in den frühen 1960er Jahren eine Lehre in der Kölner Buchhandlung Witsch & Co., wo er bereits 1962 zum „Ersten Sortimenter“ aufstieg. Im selben Jahr lernte er den jungen Schriftsteller Rolf Dieter Brinkmann kennen. Willbrand gründete daraufhin einen Verlag und verlegte die erste Gedichtsammlung Brinkmanns unter dem Titel Ihr nennt es Sprache in einer Auflage von 500 Exemplaren, deren Vertrieb Brinkmann aufgrund von vier Druckfehlern nicht zuließ. Erst Jahre später kamen die Bücher in den Handel. Während seiner Jahre in Berlin, wo er als Lektor tätig und 1994 am Aufbau des Berlin Verlags beteiligt war, lernte Willbrand unter anderem Ulrike Meinhof kennen. Ende der 1990er Jahre kehrte er ins Rheinland zurück. Willbrand verstarb am 29. Januar 2025 in einem Kölner Krankenhaus. Er wurde in einer Baumgrabstätte auf dem Kölner Nordfriedhof beigesetzt.
Zusammen mit seiner Kollegin Daria Razumovych verfasste er das Buch Einfach Literatur – Eine Einladung, das posthum im Juni 2025 erschien.

## Antiquariat
Im Jahr 2001 gründete Willbrand ein Antiquariat in Köln. Das Sortiment umfasste in erster Linie belletristische Werke. Nachdem das Geschäft bereits durch die Corona-Pandemie stark beeinträchtigt war, brach der Umsatz Anfang 2024 dermaßen ein, dass die Schließung des Antiquariats unumgänglich schien. Aus dieser Notsituation heraus startete Willbrand im März 2024 zusammen mit der Geschäftspartnerin Daria Razumovych einen Kanal auf TikTok, Instagram und YouTube, dessen Videos In kürzester Zeit viral gingen. In den Videos sprach Vielleser Willbrand sowohl über die aktuelle Literaturwelt als auch über Werke vergangener Epochen und gab dabei Buchempfehlungen ab. So wurde er als „Bookfluencer“ bekannt. Nach Willbrands Tod hat die Social-Media-Expertin Razumovych den Bücherbestand übernommen. Das Antiquariat bleibt vorläufig geschlossen.

## Veröffentlichungen
- Klaus Willbrand und Daria Razumovych: Einfach Literatur – Eine Einladung. S. Fischer, Frankfurt am Main 2025, ISBN 978-3-10-397703-5